# Seconda guerra mitridatica
Per seconda guerra mitridatica si intende quella fase delle ostilità che furono combattute dal generale di Lucio Cornelio Silla, Lucio Licinio Murena, della Repubblica romana contro il regno del Ponto tra l'83 e l'81 a.C. Per l'importanza del sovrano che la condusse contro Roma e la loro difficoltà, presero il loro nome da Mitridate VI, come in passato era capitato soltanto ad Annibale con la guerra omonima.

## Contesto storico
La prima guerra mitridatica iniziò a causa dell'espansionismo da parte di Mitridate (verso la fine dell'89 a.C.). Le ostilità si erano aperte con due vittorie del sovrano del Ponto sulle forze alleate dei Romani, prima del re di Bitinia, Nicomede IV e poi dello stesso inviato romano Manio Aquilio, a capo di una delegazione in Asia Minore. La sua avanzata proseguì, passando dalla Frigia alla Misia, e toccando quelle parti di Asia che erano state recentemente acquisite dai Romani. Poi mandò i suoi ufficiali per le province adiacenti, sottomettendo la Licia, la Panfilia, ed il resto della Ionia.
Non molto tempo dopo Mitridate riuscì a catturare anche Manio Aquilio, che egli riteneva il principale responsabile di questa guerra e lo uccise barbaramente.
Sembra che a questo punto, la maggior parte delle città dell'Asia si arresero al conquistatore pontico, accogliendolo come un liberatore dalle popolazioni locali, stanche del malgoverno romano, identificato da molti nella ristretta cerchia dei pubblicani. Rodi, invece, rimase fedele a Roma.
Non appena queste notizie giunsero a Roma, il Senato emise una solenne dichiarazione di guerra contro il re del Ponto, seppure nell'Urbe vi fossero gravi dissensi tra le due principali fazioni interne alla Res publica (degli Optimates e dei Populares) ed una guerra sociale non fosse stata del tutto condotta a termine. Si procedette, quindi, a decretare a quale dei due consoli, sarebbe spettato il governo della provincia d'Asia, e questa toccò in sorte a Lucio Cornelio Silla.
Mitridate, preso possesso della maggior parte dell'Asia Minore, dispose che tutti coloro, liberi o meno, che parlavano una lingua italica, fossero barbaramente trucidati, non solo quindi i pochi soldati romani rimasti a presidio delle guarnigioni locali. 80000 tra cittadini romani e non, furono massacrati nelle due ex-province romane d'Asia e Cilicia (episodio noto come Vespri asiatici).
La situazione precipitò ulteriormente, quando a seguito delle ribellioni nella provincia asiatica, insorse anche l'Acaia. Il governo della stessa Atene, fu rovesciato da un certo Aristione, che poi si dimostrò a favore di Mitridate, meritandosi dallo stesso il titolo di amico. Il re del Ponto appariva ai loro occhi come un liberatore della grecità, quasi fosse un nuovo Alessandro Magno.
Il grosso delle armate romane non poté però intervenire in Acaia, se non ad anno inoltrato, a causa dei difficili scontri interni tra la fazione dei populares, capitanate da Gaio Mario, e quella degli optimates, condotta da Lucio Cornelio Silla. Alla fine ebbe la meglio quest'ultimo, il quale ottenne che venisse affidata a lui la conduzione della guerra contro il re del Ponto.
Con l'arrivo di Lucio Cornelio Silla in Grecia nell'87 a.C. le sorti della guerra contro Mitridate erano quindi cambiate a favore dei Romani. Espugnata quindi Atene ed il Pireo, il comandante romano ottenne due successi determinanti ai fini della guerra, prima a Cheronea, dove secondo Tito Livio caddero ben 100000 armati del regno del Ponto, ed infine ad Orcomeno.
Contemporaneamente, agli inizi dell'85 a.C., il prefetto della cavalleria, Flavio Fimbria, dopo aver ucciso il proprio proconsole, Lucio Valerio Flacco, a Nicomedia prese il comando di un secondo esercito romano. Quest'ultimo si diresse anch'egli contro le armate di Mitridate, in Asia, uscendone più volte vincitore, riuscendo a conquistare la nuova capitale di Mitridate, Pergamo, e poco mancò che non riuscisse a far prigioniero lo stesso re. Intanto Silla avanzava dalla Macedonia, massacrando i Traci che sulla sua strada gli si erano opposti.
Dopo una serie di trattative iniziali, Mitridate e Silla si incontrarono a Dardano, dove si accordarono per un trattato di pace, che costringeva Mitridate a ritirarsi da tutti i domini antecedenti la guerra, ma ottenendo in cambio di essere ancora una volta considerato "amico del popolo romano". Un espediente per Silla, per poter tornare nella capitale a risolvere i suoi problemi personali, interni alla Repubblica romana.

### Casus belli
Lucio Licinio Murena, che era stato lasciato da Silla a capo delle due legioni di Flavio Fimbria, per rimettere ordine nella provincia d'Asia, cercò invece il pretesto per scatenare una nuova guerra, avendo l'ambizione di celebrarne poi a Roma il trionfo. Frattanto Mitridate VI, una volta rientrato nel suo regno del Ponto, entrò in guerra con i Colchi e le tribù di tutto il Bosforo Cimmerio che si erano ribellate a lui. Appiano di Alessandria aggiunge che Mitridate dispose la costruzione di una nuova flotta per combattere contro queste popolazioni del Bosforo, allestendo inoltre un grande esercito. La grandezza della sua preparazione diede, però, ai Romani l'impressione che tali preparativi fossero fatti, non tanto per combattere queste popolazioni, quanto i Romani stessi; tanto più che il re del Ponto non aveva ancora restituito ad Ariobarzane I tutti i suoi territori, secondo il trattato di Dardano. Identici sospetti erano stati ravvisati anche dal generale pontico, Archelao, il quale, allarmatosi, fuggì da Murena e lo convinse ad anticipare Mitridate, iniziando una nuova guerra.

## Forze in campo
Romani
Le armate romane messe inizialmente in campo erano state poste sotto il comando del legato di Silla, Lucio Licinio Murena. Si trattava di due legioni, per un totale di circa 8000 uomini.
Pontici
L'esercito del re del Ponto sembra che contasse due distinte armate, almeno nella fase finale della guerra: una comandata dal generale Gordio ed una dallo stesso Mitridate VI.

## Fasi della guerra
Murena, ufficiale di Lucio Cornelio Silla, mosse quindi attraverso la Cappadocia, attaccando improvvisamente Comana, una cittadina di quei territori molto grande, appartenente a Mitridate, con un tempio ricco e famoso. Lo scontro fu per l'ufficiale romano vittorioso, riuscendo a distruggere alcuni reparti di cavalleria del re pontico. La reazione del re non si fece attendere, poiché egli inviò a Murena alcuni ambasciatori, per ricordargli del recente trattato di pace con i Romani. Il proconsole rispose, però, che non "vedeva" nessun trattato, poiché Silla non lo aveva scritto, e se n'era tornato in Grecia. Frattanto depredava i templi della zona e si accampava per l'inverno in Cappadocia.
Mitridate decise così di inviare un'ambasciata al Senato e a Silla, lamentandosi delle azioni di Murena. Intanto quest'ultimo, aveva attraversato il fiume Halys, che allora era in piena per le piogge e molto difficile da superare. Catturava, quindi, 400 villaggi appartenenti a Mitridate, senza che quest'ultimo ne ostacolasse l'avanzata, al contrario attendendo con pazienza il ritorno della sua ambasciata. Murena poté così dopo questa scorreria, tornarsene indisturbato in Frigia e Galazia carico di bottino.
Qui gli venne incontrò Quinto Calidio, che era stato inviato da Roma in seguito alle lamentele di Mitridate. E sebbene Calidio non avesse con sé un decreto del Senato, lo invitò a non molestare più il re del Ponto, per evitare che ciò avesse il significato della "rottura" del trattato in essere. Murena, però, non tenendo conto di quanto gli era stato appena imposto, invase nuovamente i territori di Mitridate, il quale, ritenne questa volta che la guerra fosse stata così ordinata dallo stesso Senato romano. Dispose così di inviare contro l'armata romana, il suo generale, Gordio, per vendicare le precedenti incursioni. Gordio riuscì ben presto ad occupare alcuni villaggi che si trovavano sotto il dominio romano; sequestrò poi numerosi loro beni (tra cui un gran numero di animali domestici), oltre a numerosi uomini (tra privati cittadini e soldati), e prendendo posizione per affrontare lo stesso Murena nei pressi di un fiume, posto tra le due armate. Nessuno di loro aveva però intenzione di iniziare la battaglia, fino a quando Mitridate sopraggiunse con un esercito più grande di quello di Gordio. La battaglia ebbe così inizio lungo le sponde del fiume e le armate di Mitridate cominciarono a prevalere, ed attraversare il fiume, incalzando le legioni romane di Murena. Quest'ultimo preferì, quindi, disporre la ritirata verso una vicina collina, dove però il re continuò ad attaccarlo. Dopo aver perso molti uomini, Murena riuscì a fuggire sulle vicine montagne della Frigia attraverso una strada fino ad allora inesplorata, continuamente bersagliato dalle armi del nemico.
La notizia di questa brillante e decisiva vittoria di Gordio si diffuse rapidamente e indusse molti a cambiare "bandiera" a vantaggio di  Mitridate. Quest'ultimo, che era così riuscito a cacciare Murena fuori dalla Cappadocia, offrì grandi sacrifici a Zeus Stratius su un'altissima pira di legno in cima ad un colle, secondo le usanze del suo paese. Frattanto Silla, credendo che non fosse giusto fare la guerra a Mitridate, poiché non aveva violato nessun trattato, inviò una nuova ambasceria a Murena, questa volta guidata da Aulo Gabinio, vietandogli di riprendere ogni tipo di ostilità, al contrario di riconciliare Mitridate con il re Ariobarzane I. In questa circostanza, Mitridate fidanzò sua figlia, di soli quattro anni, con Ariobarzane, restituì i territori che fino ad allora aveva tenuto per sé, e ne aggiunse altri come dote della figlia. Poi organizzò un banchetto per tutti, distribuendo ricchi premi d'oro per coloro avessero eccelso nel bere, mangiare, scherzare, cantare, e così via, come era consuetudine, e dove Gabinio fu l'unico a non gareggiare. E così si concluse la seconda guerra tra Mitridate ed i Romani, che durò circa tre anni.
Questa vittoria rafforzò, però, il convincimento nel re asiatico che i Romani non fossero invincibili, e la sua speranza di creare un grande regno asiatico che potesse contrastare la crescente egemonia romana nel bacino del Mediterraneo. Da qui il re prese le mosse per una nuova politica espansionistica in chiave anti-romana.

## Conseguenze
La fase risolutiva si combatté a partire dal 75 al 63 a.C., quando, morto il re Nicomede IV di Bitinia, che lasciò il suo regno in eredità al popolo e senato romano, l'opposizione di Mitridate VI, portò ad un nuovo conflitto contro i romani. Nella prima fase l'esercito romano era al comando di Lucio Licinio Lucullo (dal 75 al 66 a.C.), che riuscì a fermare l'avanzata di Mitridate nella Bitinia. Ma a seguito di una ribellione delle legioni romane poste sotto il comando di Lucullo, la conduzione della guerra fu affidata a Gneo Pompeo Magno (dal 66 al 63 a.C.). Pompeo condusse l'esercito romano alla vittoria, e Mitridate VI, sconfitto, nel 63 a.C. si fece uccidere. Le forze del regno del Ponto furono distrutte, il Ponto fu aggregato alla Bitinia, venendo a formare la provincia del Ponto e della Bitinia.